# Andamaneses

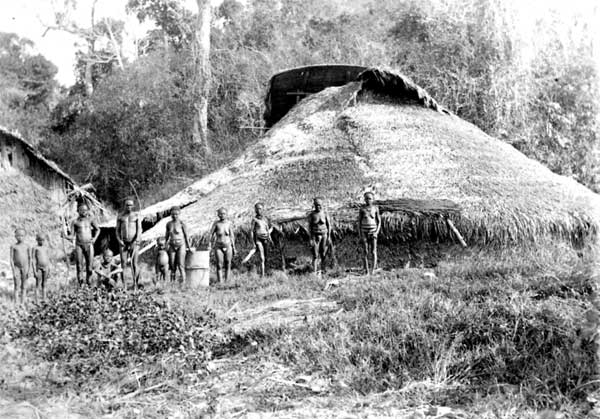
Foto de 1886 de una comunidad andamanesa.

Los andamaneses son los diversos habitantes aborígenes de las Islas Andamán y Nicobar, uno de los territorios de la Unión en la India localizado en la parte sur-oriental del Bahía de Bengala
Los andamaneses se asemejan a otros grupos negrito del Asia sur-oriental. Son pigmeos, y son la única gente moderna fuera de ciertas partes de la África subsahariana con Esteatopigia. Siguen el estilo de vida de los cazadores-recolectores, y parece que han vivido en el aislamiento sustancial durante miles de años. Los andamaneses llegaron a las Islas Andamán y Nicobar alrededor del Último Máximo Glacial, hace unos 26,000 años.
A finales del siglo XVIII, cuando por primera vez entraron en contacto sostenido con los foráneos, había un número estimado de unos 7.000 andamaneses divididos en cinco grupos principales, con culturas diferentes, dominios separados, y lenguas ininteligibles entre sí. En el siglo XIX fueron exterminados en gran medida por las enfermedades, la violencia y la pérdida progresiva de territorio. Hoy en día, sólo quedan aproximadamente 400-450 andamaneses. Uno de los grupos ha sido durante mucho tiempo considerado extinto, y sólo dos de los grupos restantes todavía mantienen una independencia indestructible, rechazando la mayoría de los intentos de contacto con personas ajenas. Lo andamaneses han sido designados tribu reconocida.

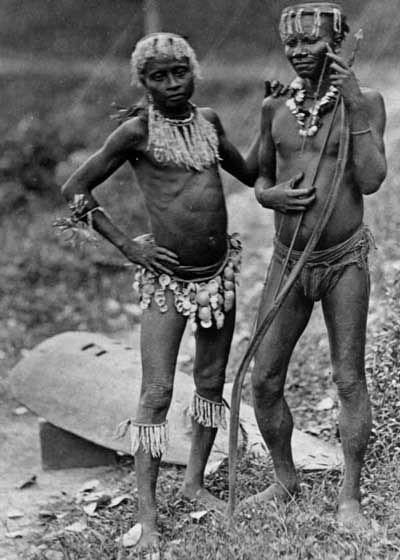
Dos hombres Gran-andamaneses, ca. 1875

## Historia
Hasta finales del siglo XVIII, la cultura, la lengua, y la genética andamanesas permanecieron protegidas de influencias exteriores, por la propia lejanía de las islas y por su reacción feroz contra los visitantes, que llegaba hasta el punto de matar cualquier náufrago extranjero que llegara a sus playas. Así se cree que Las diversas tribus y sus lenguas, mutuamente ininteligibles, evolucionaron de forma aislada a lo largo de milenios.

### Orígenes

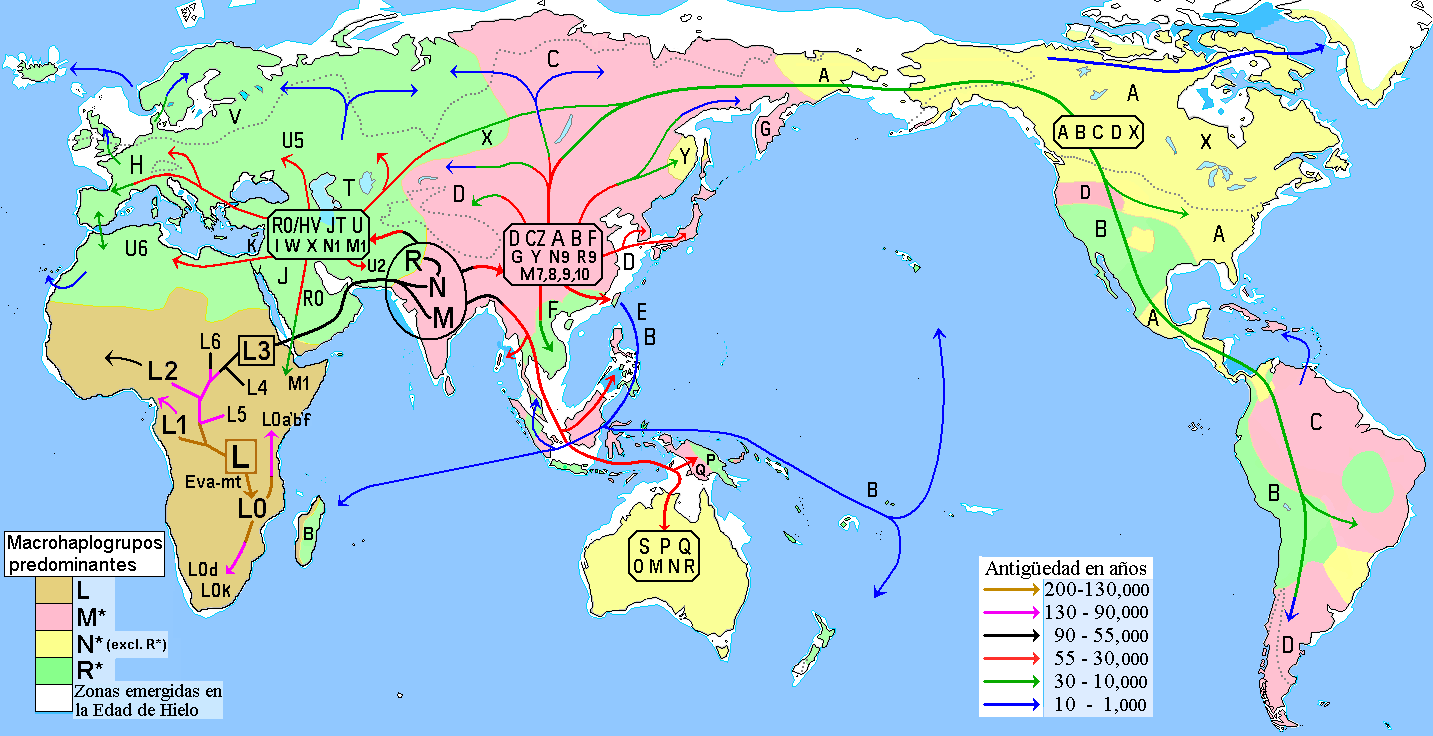
Mapa de la migración haplotipo humana basada en el ADN mitocondrial.

Según Chaubey y Endicott (2013), las Islas Andamán y Nicobar fueron pobladas al menos hace 26,000 años, por personas que no fueron descendentes directas de los primeros migrantes salidos de África.
De acuerdo con Wang (2011):
... El archipiélago de Andaman probablemente fue colonizado por los humanos modernos desde el nordeste del India a través del puente de tierra que unía el archipiélago de Andaman y Myanmar a alrededores del Último Máximo Glacial (UMG), un escenario que está de acuerdo con la evidencia de los estudios lingüísticos y paleo-climáticos.
Se suponía anteriormente que los antepasados de los andamaneses fueron parte de la primera gran migración costera que fue la primera expansión de la humanidad fuera de África, a través de la península arábiga, a lo largo de las regiones costeras de la península De lndia y hacia el sudeste Asiático, Japón, y Oceanía. Los andamaneses eran considerados como un claro ejemplo de una hipotética población Negrito, que mostraba características físicas similares, y que se suponía que había existido a lo largo de la Asia sur-oriental. La existencia de una población Negrito específica se pone en entredicho hoy en día. Sus puntos en común podrían ser el resultado de la convergencia evolutiva y/o una historia compartida.

### Carencia de herencia Denísova
Al contrario de otras poblaciones negrito del sudeste Asia, se ha encontrado, con el análisis del ADN, que los isleños Andaman no tienen ningún antepasado denisovano.
El 25 de julio de 2016, se publicó en los medios que un grupo de investigadores españoles de la Universidad Pompeu Fabra había descubierto un nuevo tipo de homínido, de origen asiático, ya extinguido, mediante el análisis del ADN de los andamaneses.